# Quinta Morza
Quinta Morza es una localidad situada cerca de Peor es Nada, en la sexta región del Libertador Bernardo O'Higgins, perteneciente a la comuna de Chimbarongo, en Chile.
Se ubica en un cruce que lleva su nombre. Su población estimada es de 20.000 habitantes. Cuenta con un Club Deportivo, del mismo nombre, cuerpo de bomberos , escuela (F-407 Juan de Dios Aldea), Junta de Vecinos y un hotel europeo. La población ha aumentado debido a la llegada de gente a la localidad a través de los proyectos de Chile Barrios. Geográficamente, destaca el cerro Peor es Nada y el río del mismo nombre.
- Datos: Q65162095